# Lyssomanes penicillatus
Lyssomanes penicillatus är en spindelart som beskrevs av Cândido Firmino de Mello-Leitão 1927. 
Lyssomanes penicillatus ingår i släktet Lyssomanes och familjen hoppspindlar. Inga underarter finns listade i Catalogue of Life.